# Equitius
Equitius is een geslacht van hooiwagens uit de familie Triaenonychidae.
De wetenschappelijke naam Equitius is voor het eerst geldig gepubliceerd door Simon in 1880. 

## Soorten
Equitius omvat de volgende 10 soorten:
- Equitius altus
- Equitius doriae
- Equitius formidabilis
- Equitius manicatum
- Equitius meyersi
- Equitius montanus
- Equitius richardsae
- Equitius rotundum
- Equitius spinatus
- Equitius tambourineus